# Aglaia korthalsii
Aglaia korthalsii är en tvåhjärtbladig växtart som först beskrevs av Friedrich Anton Wilhelm Miquel, och fick sitt nu gällande namn av Pellegrin. Aglaia korthalsii ingår i släktet Aglaia och familjen Meliaceae. Inga underarter finns listade i Catalogue of Life.